# Meru (hrabstwo)
Meru – jedno z 47 hrabstw Kenii, leżące na obszarze dawnej Prowincji Wschodniej. Jego stolicą jest Meru. Ma populację ponad 1,5 mln mieszkańców, z czego większość stanowi ludność Meru. Inne znaczne plemiona to: Kikuju, Embu i Kamba.
Meru graniczy z czterema innymi hrabstwami: Isiolo na północy, Nyeri na południowym zachodzie, Tharaka-Nithi na południowym zachodzie i Laikipia na zachodzie.
W Meru znajduje się wiele atrakcji turystycznych, w tym słynny Park Narodowy Meru. 

## Rolnictwo
Uprawa bananów jest podstawą rolnictwa w Meru. Szacowana produkcja bananów w Meru wynosi ponad 400 tys. ton rocznie. Inne uprawy obejmują: ziemniaki irlandzkie, kukurydzę, sorgo, proso, pszenicę oraz jęczmień. Uprawy eksportowe obejmują kawę, herbatę, awokado, pomidory, makadamię, kapustę i banany. 
Lukratywne źródła dochodu obejmują khat, chociaż roślina stymulująca cieszy się wieloletnimi zakazami. Innymi źródłami dochodów są azjatyckie warzywa, takie jak okra i estragon. W okolicy Kisima (Buuri) znajdują się duże plantacje kwiatów. W regionach suchych uprawia się rośliny odporne jak złota fasola. Szeroko działa sektor mleczarski i hodowla bydła.

## Edukacja
W hrabstwie znajduje się wiele uniwersytetów, w tym Meru University College of Science and Technology, Mt. Kenya University i  Nkubu and Kenya Methodist University (KEMU).

## Religia
Struktura religijna w 2019 roku wg Spisu Powszechnego:
- protestantyzm – 63,9%
- katolicyzm – 20,4%
- niezależne kościoły afrykańskie – 8,4%
- pozostali chrześcijanie – 3,6%
- brak religii – 1,4%
- islam – 0,8%
- pozostali – 1,5%.

## Podział administracyjny
Hrabstwo Meru składa się z dziewięciu okręgów: 
- Igembe South,
- Igembe Central,
- Igembe North,
- Tigania West,
- Tigania East,
- North Imenti,
- Buuri,
- Central Imenti i
- South Imenti.